# Maestro dell'Arengario
Le Maestro dell'Arengario  ou encore Maestro dell'Arengo, est un peintre italien de l'école de Rimini, un maître anonyme, qui a été actif dans la première moitié du Trecento, le XIVe siècle italien. 

## Œuvres
- Crucifix (1315), église San Agostino,Rimini.
- Jugement dernier et La Dernière Cène, (1320-1330), fresques, Palazzo dell’Arengario, Rimini, Italie.
- Noli me tangere, fresque, abside de l'église San Agostino, Rimini.
- Vierge et l'Enfant sur le trône, fresque de l'abside principale de l'église San Agostino, Rimini.